# Hymenophyllum saenzianum
Hymenophyllum saenzianum là một loài thực vật có mạch trong họ Hymenophyllaceae. Loài này được L.D. Gómez miêu tả khoa học đầu tiên năm 1970.